# Politisches System Österreichs

Schema des staatsrechtlichen Systems Österreichs

Schema der vertikalen staatlichen Gliederung Österreichs

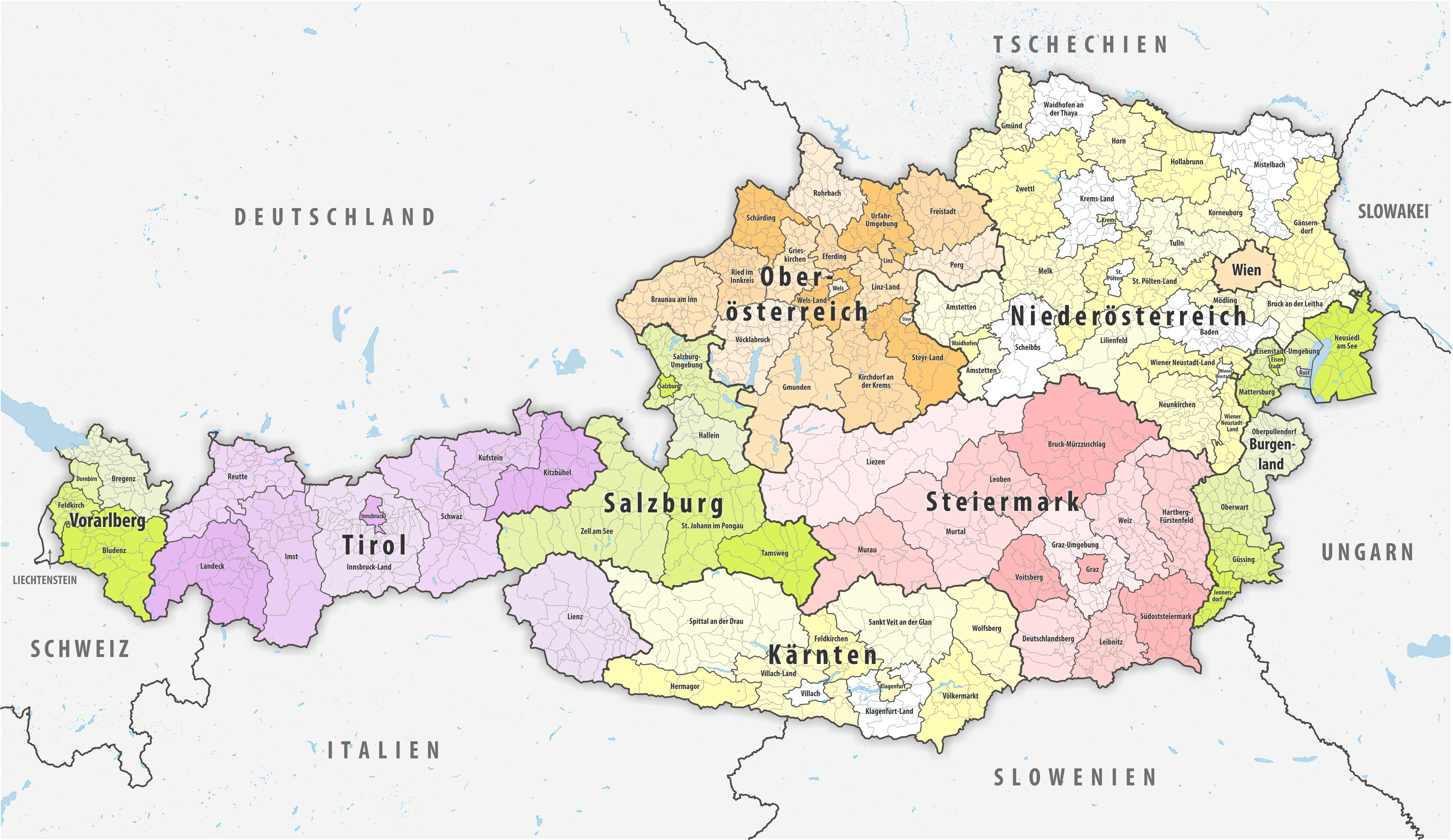
Bundesländer, Bezirke, Gemeinden und Statutarstädte von Österreich (Stand: 2020)

Das politische System der Republik Österreich beruht auf den Grundsätzen der Demokratie, der republikanischen Staatsform, des Bundesstaates, des Rechtsstaates, der Gewaltenteilung, des liberalen Prinzips und der Zugehörigkeit zur Europäischen Union. Wichtigste Rechtsgrundlagen des politischen Systems sind der Vertrag von Lissabon über die Struktur der EU und die Bundesverfassung.
Das EU-Mitglied Republik Österreich ist eine parlamentarische Demokratie. Wahlen werden in Österreich großteils nach dem Verhältniswahlrecht durchgeführt, was zur Folge hat, dass die Parteien meist Koalitionen bilden müssen. Wie in fast allen Demokratien spielen die Parteien eine zentrale Rolle im politischen Leben Österreichs.
Die Aufgabenverteilung zwischen Österreich und der EU wird im EU-Vertrag geregelt, die zwischen den Bundesländern und dem Bund durch das Bundes-Verfassungsgesetz (B-VG). Über die Einhaltung des EU-Vertrages wacht der Europäische Gerichtshof, über die des B-VG und der anderen Verfassungsgesetze der Verfassungsgerichtshof.

## Verfassungsgrundsätze

### Demokratisches Prinzip
Das demokratische Prinzip bedeutet, dass alles staatliche Recht vom Volk ausgeht. Das demokratische Prinzip ist in Art. 1 B-VG festgelegt. Österreich ist eine repräsentative Demokratie, das heißt, es werden Repräsentanten gewählt. Diese werden durch freie und geheime Wahlen ermittelt (Art. 26 B-VG). Ein weiteres wichtiges Element ist die direkte Demokratie, die durch Volksbegehren, Volksbefragung und Volksabstimmung gewährleistet wird.
In Materien, die Österreich nach der Volksabstimmung von 1994 in die Zuständigkeit der EU abgegeben hat, geht das Recht von den Völkern der EU aus. Da die EU das Einstimmigkeitsprinzip in vielen Materien sukzessive durch das Prinzip der doppelten Mehrheit (Abgeordnete und Mitgliedstaaten) ersetzt, kann es auch zu Regelungen kommen, denen Österreich nicht zugestimmt hat. Dennoch werden diese auch in Österreich gelten.

### Republikanisches Prinzip
Das republikanische Prinzip betrifft die Staatsform. Österreich ist seit 12. November 1918 eine Republik, an deren Spitze seit 1920 der Bundespräsident als Staatsoberhaupt steht. Der Bundespräsident wird alle sechs Jahre von den Wahlberechtigten gewählt (Art. 60 Abs. 5 B-VG). Das Habsburgergesetz hat 1919–1996 Mitglieder des ehemaligen Herrscherhauses, die die Republik nicht anerkennen wollten, des Landes verwiesen.

### Bundesstaatliches Prinzip
Das bundesstaatliche Prinzip bedeutet, dass Österreich kein Einheitsstaat ist, aber auch kein Staatenbund (Art. 2 B-VG). Die Bundesländer haben im Rahmen der Bundesverfassung und ihrer jeweiligen Landesverfassung eigene Gesetzgebung. Welche Bereiche durch Bundesrecht und welche durch Landesrecht geregelt werden, bestimmt die Bundesverfassung in ihren Artikeln 10–15.

### Rechtsstaatliches Prinzip
Das Prinzip der Rechtsstaatlichkeit soll die Bürger vor staatlicher Willkür schützen. Der Rechtsstaat wird durch die Verfassungsregel, dass die gesamte staatliche Tätigkeit nur auf Grund der Gesetze gestattet ist, durch die (in der politischen Praxis oft umgangene) Gewaltenteilung und durch unabhängige Gerichte gewährleistet. Durch den „Stufenbau der Rechtsordnung“ wird garantiert, dass Gesetze verfassungsmäßig entstehen. Über die Einhaltung der Verfassung wacht der Verfassungsgerichtshof.
Das Prinzip der Gewaltentrennung wurde eingeführt, um Machtkonzentration und Korruption zu verhindern. Es ist somit einer einzelnen Person oder Organisation nicht möglich, absolute Macht auszuüben. Gewaltentrennung bedeutet, dass Gesetzgebung (Legislative), ausführende Gewalt (Exekutive) und Gerichte (Judikative) getrennt sind. Die Aufgaben sind somit auf mehrere verschiedene Organe verteilt. Die einzelnen Organe sind jedoch nicht vollständig getrennt, sondern es bestehen durchaus Verflechtungen untereinander, zum Beispiel das Kontrollrecht des Nationalrates gegenüber der Bundesregierung.

### Liberales Prinzip
Das Liberale Prinzip garantiert dem Bürger durch definierte Grund- und Freiheitsrechte persönliche Freiheit. Von allen Prinzipien ist dieses am wenigsten als Verfassungsgrundsatz anerkannt. Das liberale Prinzip wird durch die im Verfassungsrang stehende Europäische Menschenrechtskonvention (EMRK) und das Staatsgrundgesetz von 1867 garantiert, darin enthalten sind z. B. das Briefgeheimnis und der Schutz vor willkürlicher Festnahme.

## Politisches System
| Ebene             | Legislative (gesetzgebende Gewalt)                                                                                                   | Exekutive (vollziehende Gewalt) | Judikative (richterliche Gewalt) |
| ----------------- | --- | --- | --- |
| Europäische Union | Europäisches Parlament (720 Mitglieder, davon 20 aus Österreich) Europäischer Rat (Staats- und Regierungschefs) Rat (EU-Ministerrat) | Europäische Kommission - Präsident der Europäischen Kommission - 27 Mitglieder (EU-Kommissare), davon eines aus Österreich                              | Europäischer Gerichtshof (ein Richter aus Österreich) Gericht der Europäischen Union (eine Richterin und ein Richter aus Österreich) kein EU-Organ: Europäischer Gerichtshof für Menschenrechte              |
| Bundesebene       | Nationalrat (183 Abgeordnete) Bundesrat (61 Mitglieder)                                                                              | Bundespräsident Bundesregierung - Bundeskanzler - Bundesminister - Ministerrat                                                                          | Verfassungsgerichtshof Verwaltungsgerichtshof mit folgenden Unterinstanzen: - Bundesverwaltungsgericht - Bundesfinanzgericht Oberster Gerichtshof 4 Oberlandesgerichte 20 Landesgerichte 116 Bezirksgerichte |
| Landesebene       | Landtag (9 Landtage mit insg. 440 Abgeordneten)                                                                                      | Landesregierung Landeshauptmann | Landesverwaltungsgericht |
| Bezirk            | | Bezirksverwaltungsbehörden (Landesbehörden) - Bezirkshauptmann - Bezirkshauptmannschaft - Magistrat der Stadt mit eigenem Statut - Politische Expositur | |
| Gemeinde          | | Bürgermeister Gemeindevorstand, Stadtrat oder Stadtsenat Gemeinderat Gemeindeamt, Stadtamt oder Magistrat                                               | |

## Europäische Ebene
Am 17. Juli 1989 hat der damalige Außenminister Alois Mock für Österreich um Beitritt in die damalige EWG angesucht. Am 12. Juni 1994 erfolgte eine Volksabstimmung über das Beitritts-BVG (Bundesverfassungsgesetz über den Beitritt Österreichs zur Europäischen Union), welches mit zwei Dritteln (66,58 %) der abgegebenen Stimmen angenommen wurde. Daraufhin wurde am 24. Juni der Beitrittsvertrag unterzeichnet. Der Beitritt selbst erfolgte mit 1. Jänner 1995. Im Jahr 2000 wurde Österreich für die damalige Regierungsbeteiligung der FPÖ scharf kritisiert; bilaterale Kontakte zu Österreich wurden kurzfristig gemieden; diese Sanktionszeit scheint mit ein Grund für die starke EU-Skepsis der österreichischen Bevölkerung zu sein. Anfang 1999 traten Österreich und elf weitere Mitgliedsstaaten der Eurozone bei; Anfang 2002 wurde das dazugehörige Bargeld eingeführt.
Durch den EU-Beitritt wurden diverse Kompetenzen, vor allem in Wirtschaft, Landwirtschaft, Verkehr, Umweltschutz, Energiepolitik und Konsumentenschutz, an die Union abgegeben. Europarecht hat Vorrang gegenüber den nationalen Rechtsordnungen. Während Verordnungen (das sind de facto EU-Gesetze) unmittelbar anwendbar sind, bedarf es bei Richtlinien (EU-Rahmengesetze, nach deren Vorgaben innerstaatliche Gesetze zu erlassen sind) erst der Umsetzung in österreichisches Recht; erfolgt die Umsetzung nicht innerhalb üblicher Zeiträume, kann eine Richtlinie auch unmittelbar anwendbar sein. In den politisch „heiklen“ Bereichen Justiz und Sicherheit arbeiten die EU-Staaten zusammen.
Seit dem Inkrafttreten des Vertrages von Lissabon am 1. Dezember 2009 bis 2013 stellte Österreich 19 Mitglieder des Europäischen Parlaments (vorher 17), seit der Europawahl 2014 sind es 18 Sitze. In den Wirtschafts- und Sozialausschuss und den Ausschuss der Regionen werden je 12 Mitglieder entsendet. Weiters nominiert jedes EU-Land ein Mitglied der Europäischen Kommission. Derzeit ist der Österreicher Johannes Hahn Kommissar für Europäische Nachbarschaftspolitik und Erweiterungsverhandlungen.

## Bundesebene

### Legislative
Die gesamtstaatliche Legislative wird in Österreich durch den Nationalrat und den Bundesrat wahrgenommen. Die Legislative beschließt den Haushalt des Bundes und alle Bundesgesetze. Außerdem kontrolliert die Legislative die Bundesregierung. Die Legislative ist kein echtes Zweikammernsystem, da die Mitglieder des Bundesrates von den Landtagen entsandt und nur die Nationalratsabgeordneten vom Volk gewählt werden. Der Bundesrat ist keine gleichwertige Kammer, da alle Gesetze im Nationalrat beschlossen werden müssen und der Bundesrat nur in den wenigsten Fällen ein absolutes Veto hat. Beide Kammern zusammen werden als Bundesversammlung bezeichnet, welche eine Volksabstimmung zur Absetzung des Bundespräsidenten ansetzen und Krieg erklären kann.
Am 18. Dezember 1918 wurde das Frauenwahlrecht für Österreicherinnen über 20 Jahre eingeführt. Dies war Teil der neuen Verfassung vom Dezember 1918. Bis zur Nationalratswahl 1923 blieben jedoch Sexarbeiterinnen vom Wahlrecht ausgeschlossen.

#### Nationalrat

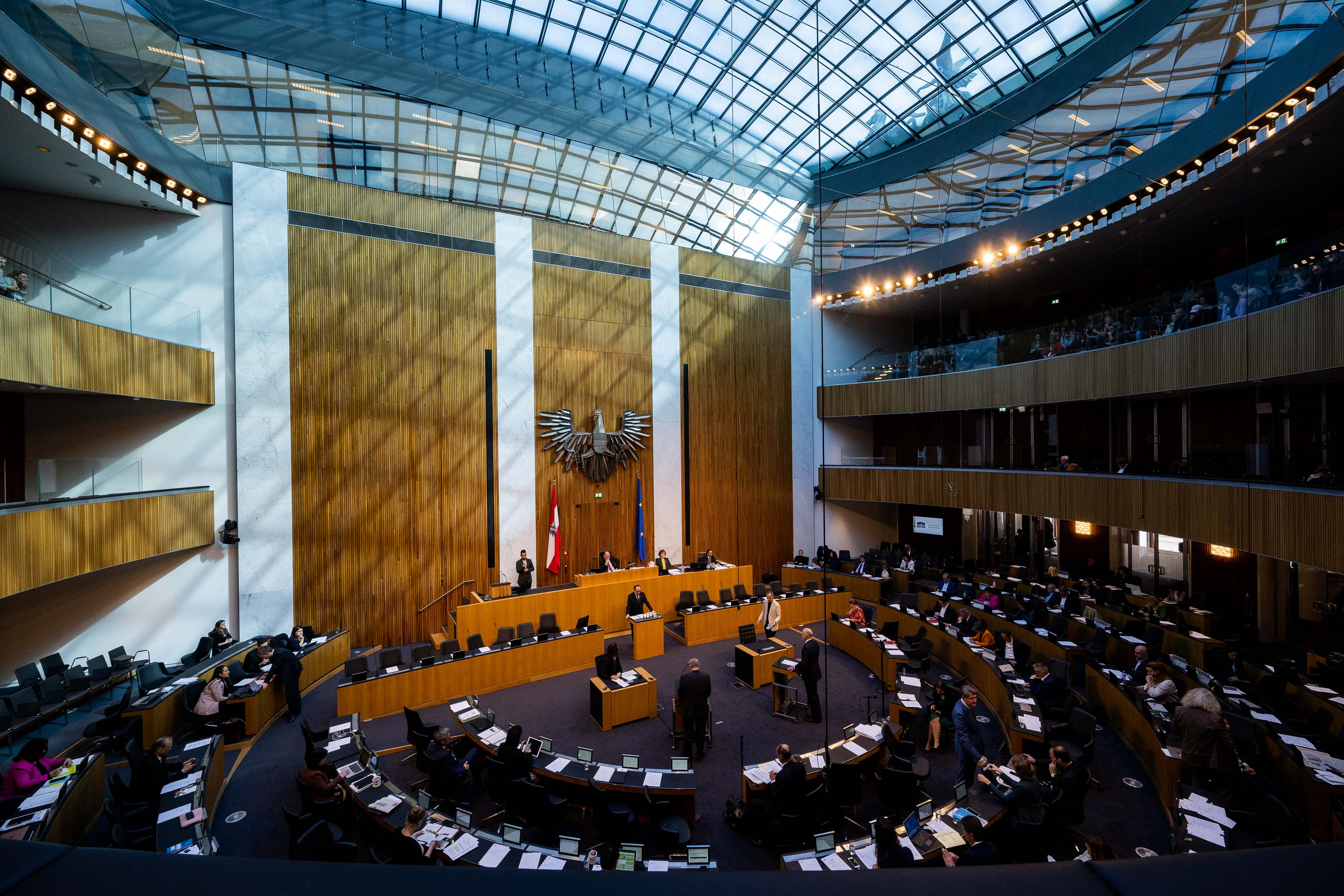
Sitzungssaal des Nationalrats

Der Nationalrat (etwa vergleichbar mit dem Deutschen Bundestag) ist die Abgeordnetenkammer der Republik Österreich, somit die erste Kammer der Legislative auf Bundesebene. Zusammen mit dem Bundesrat (etwa vergleichbar mit dem deutschen Bundesrat), der zweiten Kammer, bildet er in besonderen Fällen die Bundesversammlung. Dem Nationalrat gehören 183 Abgeordnete an, die seit 1920 im Normalfall alle vier, seit 2007 alle fünf Jahre von den Wahlberechtigten gewählt werden. Die Wahlen finden nach einem modifizierten Verhältniswahlrecht statt.
Die Abgeordneten haben ein freies Mandat, das heißt, sie sind bei der Stimmabgabe juristisch unabhängig von ihrer Partei oder anderen Interessensgruppen. Zur Aufrechterhaltung der sogenannten Klubdisziplin reicht aber im Allgemeinen aus, dass dissidente Abgeordnete riskieren, von ihrer Partei bei der nächsten Wahl nicht mehr aufgestellt zu werden. Der Nationalrat wählt zu Beginn jeder Gesetzgebungsperiode drei Präsidenten, die unter anderem die Aufgabe haben, den Bundespräsidenten bei längerer Verhinderung zu vertreten. Der Nationalrat kann der gesamten Bundesregierung oder einzelnen Ministern das Misstrauen aussprechen; der Bundespräsident muss dann die Abberufung durchführen.
Der Nationalrat beschließt die Bundesgesetze. Die Gesetze werden in Ausschüssen vorbereitet. Zum Inkrafttreten der meisten Nationalratsbeschlüsse ist die Zustimmung des Bundesrates nötig. Wenn der Bundesrat einen Gesetzesbeschluss des Nationalrats ablehnt, kann der Nationalrat die Entscheidung des Bundesrates mit einem Beharrungsbeschluss übergehen, weshalb man beim Einspruch des Bundesrates von einem suspensiven (d. h. aufschiebenden) Veto spricht. Kein Einspruchsrecht hat der Bundesrat bei der Budgetgesetzgebung, allen anderen Finanzgesetzen und bei Gesetzen, die nur den Nationalrat (Auflösung oder Geschäftsordnung) betreffen.

#### Bundesrat

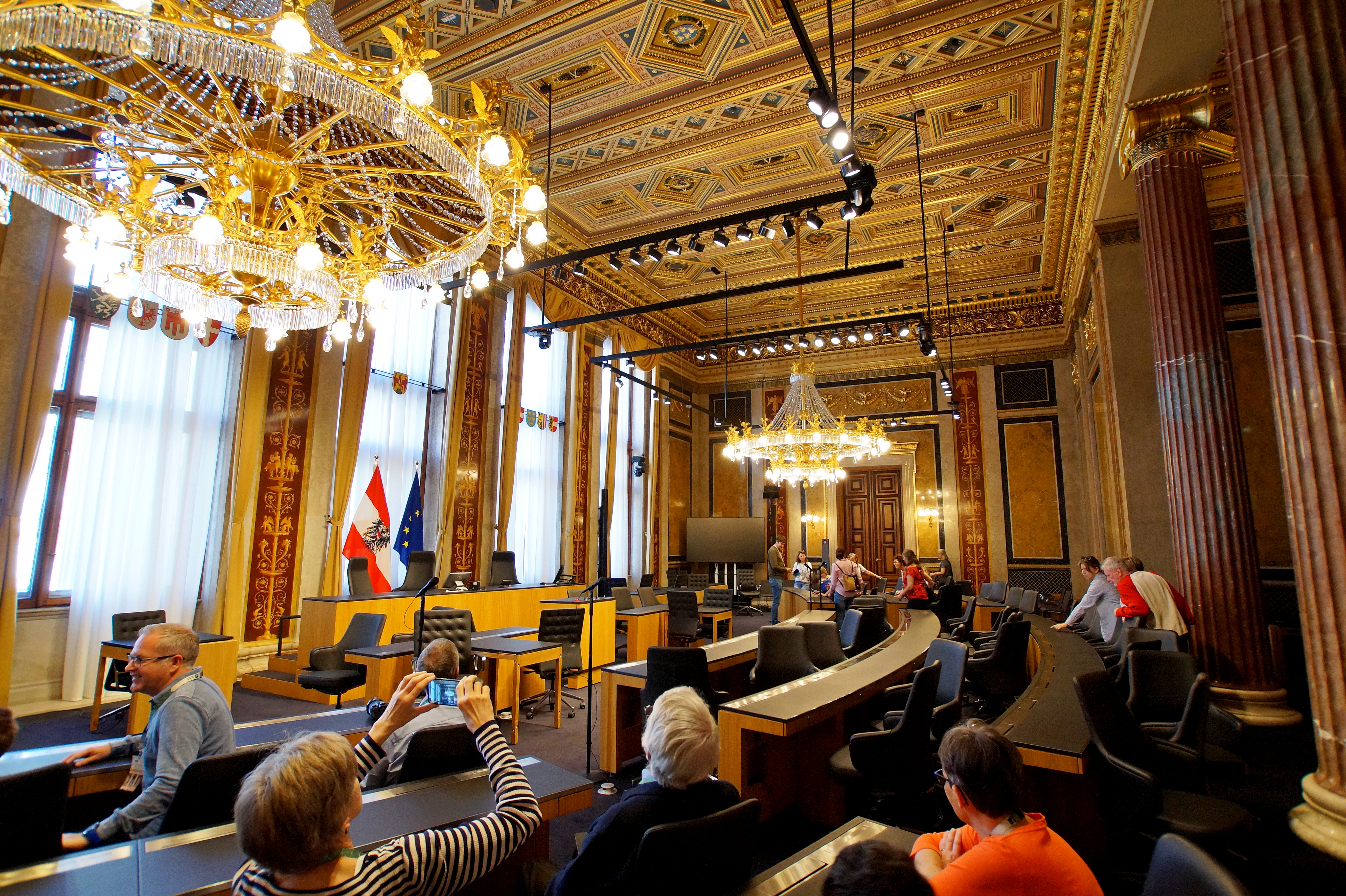
Sitzungssaal des Bundesrates

Der Bundesrat ist die zweite Kammer des Parlaments und die Vertretung der Länder auf Bundesebene (Länderkammer). Die Abgeordneten werden von den Landtagen in den Bundesrat entsandt. Die Anzahl wird nach jeder Volkszählung vom Bundespräsidenten festgelegt, zurzeit gibt es 61 Mitglieder. Die Mitglieder sind den Landtagen nicht verantwortlich, das heißt, sie besitzen ein freies Mandat.
Die meisten Gesetzesbeschlüsse des Nationalrates müssen anschließend dem Bundesrat zur Äußerung vorgelegt werden. Der Bundesrat hat im politischen Alltag in Österreich sehr wenig Einfluss, da er Gesetze im Normalfall nur aufschieben, aber nicht komplett verhindern kann. Jedes Veto des Bundesrates kann durch einen Beharrungsbeschluss des Nationalrats übergangen werden, es sei denn, das Gesetz beträfe die Kompetenzen der Bundesländer oder den Bundesrat selbst: dann hat der Bundesrat ein absolutes Veto. Bei einigen Gesetzen (siehe Nationalrat) besitzt der Bundesrat kein Einspruchsrecht.
Da der Bundesrat nicht direkt gewählt wird, werden die Mitglieder nicht als Abgeordnete bezeichnet, sondern als Mitglied des Bundesrates oder als Bundesrat/Bundesrätin.

#### Gesetzgebungsverfahren
Die Gesetzesinitiativen können
- vom Nationalrat selbst („Initiativantrag“),
- von der Bundesregierung („Regierungsvorlage“) und
- vom Bundesrat

kommen (Artikel 41 Abs. 1 B-VG).
Außerdem ist jeder Antrag durch ein Volksbegehren mit mehr als 100.000 Unterschriften oder je einem Sechstel der Stimmberechtigten dreier Länder dem Nationalrat zur Behandlung vorzulegen (Artikel 41 Abs. 2 B-VG).
Die meisten Gesetzesinitiativen kommen von der Bundesregierung.
Jeder Gesetzentwurf muss vom Nationalrat in drei Lesungen behandelt werden. Zwischen den Lesungen finden Beratungen in den Ausschüssen statt. Nach der dritten Lesung erfolgt die Abstimmung. Hierbei ist es entscheidend, ob das Gesetz ein einfaches Gesetz oder ein Verfassungsgesetz ist:
- Einfache Gesetze: Erforderlich ist die Anwesenheit von mindestens einem Drittel der Abgeordneten; ein Beschluss erfordert die Zustimmung der absoluten Mehrheit der anwesenden Abgeordneten.
- Verfassungsgesetze (oder -bestimmungen in einfachen Gesetzen), die jeweils als solche gekennzeichnet sein müssen: Erforderlich ist die Anwesenheit von mindestens der Hälfte der Abgeordneten; ein Beschluss erfordert die Zustimmung von mindestens zwei Dritteln der abgegebenen Stimmen.

Nach der Entscheidung im Nationalrat muss der Gesetzesbeschluss unverzüglich dem Bundesrat übermittelt werden, der innerhalb von acht Wochen Einspruch (suspensives Veto) erheben kann. Ein Veto des Bundesrates kann durch einen Beschluss des Nationalrats (Beharrungsbeschluss) übergangen werden. Das Veto des Bundesrats hat also meist nur aufschiebende Wirkung. Hat der Bundesrat ausdrücklich beschlossen, keinen Einspruch zu erheben, ist die achtwöchige Frist ohne Einspruch verstrichen oder hat der Nationalrat im Falle eines Einspruchs einen Beharrungsbeschluss gefasst, wird das Gesetz dem Bundespräsidenten zur Beurkundung übermittelt.
Der Bundespräsident hat das verfassungsgemäße Zustandekommen des Gesetzes zu beurkunden. Ob damit auch die inhaltliche Prüfung auf Verfassungsmäßigkeit verbunden ist oder ob es bei diesem Vorgang nur um die Einhaltung der nötigen Formvorschriften geht, ist umstritten.
Hat der Bundespräsident das verfassungsmäßige Zustandekommen des Gesetzes beurkundet, muss es der Bundeskanzler gegenzeichnen und unverzüglich im Bundesgesetzblatt für die Republik Österreich kundmachen. Sofern es im Gesetz nicht anders bestimmt ist, tritt ein Gesetz am Tag nach seiner Kundmachung in Kraft.

#### Bundesversammlung

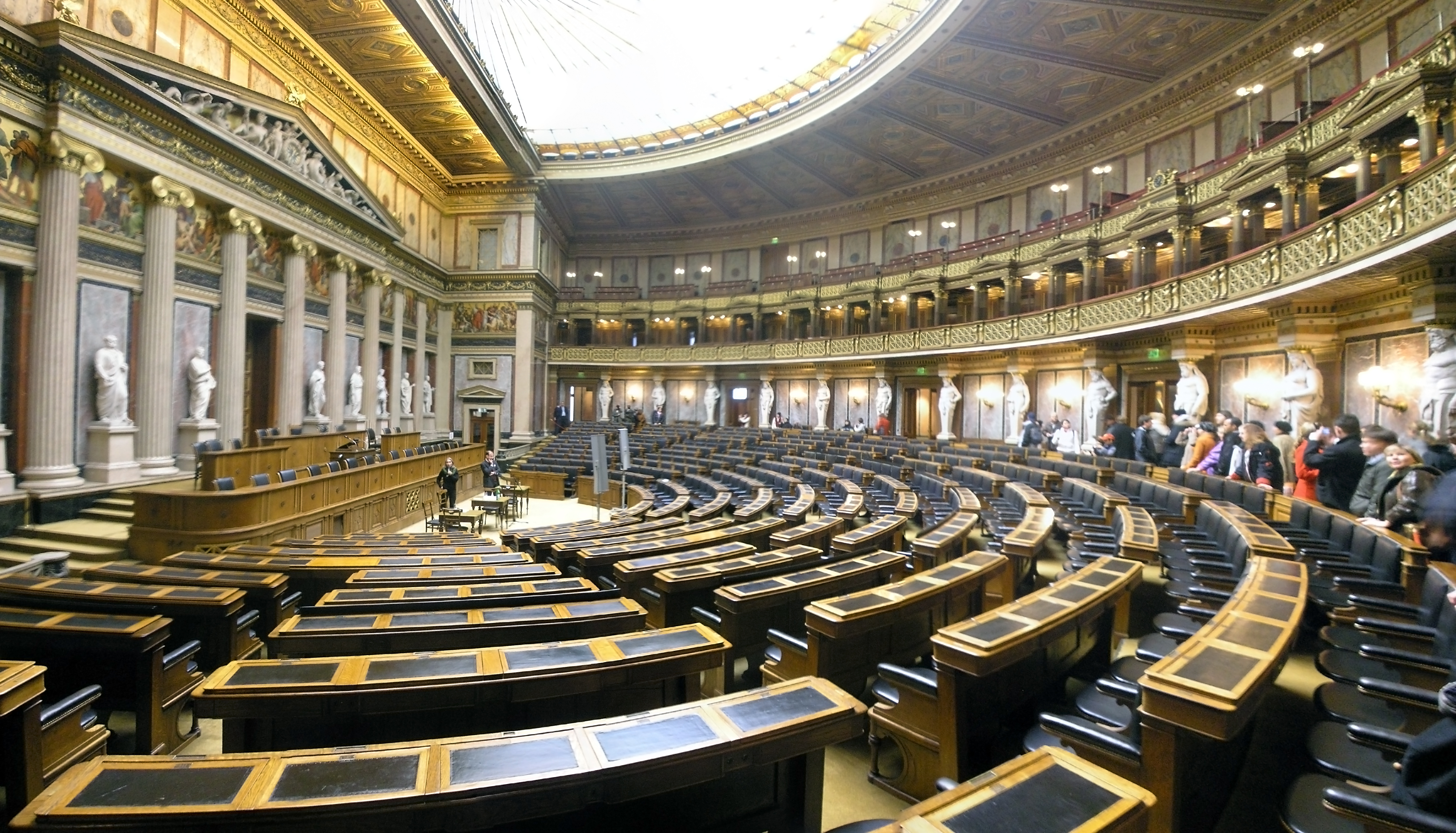
Die Bundesversammlung tagt im Sitzungssaal des ehemaligen Abgeordnetenhauses.

In besonderen Fällen treten Nationalrat und Bundesrat am Sitz des Nationalrates zur Bundesversammlung zusammen. Sie hat nach dem Bundes-Verfassungsgesetz mehrere Funktionen, die vor allem das Amt des Bundespräsidenten betreffen: Ihr obliegt die Angelobung des Bundespräsidenten, weiters kann sie (auf Antrag des Nationalrats) eine Volksabstimmung zur Absetzung des Bundespräsidenten vor Ablauf seiner Amtsperiode beschließen oder die behördliche Verfolgung des Bundespräsidenten in einer bestimmten Angelegenheit zulassen („Auslieferung“, Aufhebung der Immunität), schließlich (auf Antrag des Nationalrats oder des Bundesrats) beschließen, dass gegen den Bundespräsidenten eine Anklage wegen Verletzung der Bundesverfassung vor dem Verfassungsgerichtshof erhoben werden soll. Auch Kriegserklärungen fallen in den Aufgabenbereich der Bundesversammlung. Obwohl sie sich aus Mitgliedern von Legislativorganen zusammensetzt, ist die Bundesversammlung ausschließlich mit Aufgaben der Verfassungsexekution beauftragt. Dennoch sind ihre Handlungen und damit die Bundesversammlung als solche verfassungssystematisch der Legislative zuzuordnen.

### Exekutive
Zur Exekutive gehören der Bundespräsident, die Bundesregierung, das Bundesheer, die Wachkörper Bundespolizei und Justizwache und alle Behörden des Bundes sowie der Länder, sofern diese Bundesgesetze vollziehen („mittelbare Bundesverwaltung“).
Die Exekutive hat die Aufgabe, die Gesetze der Legislative zu vollziehen; wenn sie gesetzlich dazu ermächtigt wurde, auch durch konkretisierende Verordnungen der Bundesregierung bzw. des zuständigen Bundesministers. Die Exekutive besitzt häufig einen Ermessensspielraum bei der Auslegung von Gesetzen. Die konkrete Auslegung der Gesetze wird oft durch Erlässe der Bundesminister festgelegt.
Gegen konkrete Handlungen der Exekutive (Verwaltungsakte) können die Bürger je nach Materie an das zuständige Landesverwaltungsgericht bzw. das Bundesverwaltungsgericht oder das Bundesfinanzgericht Beschwerde einlegen, gegen dessen Entscheidung an den Verwaltungsgerichtshof gelangen. Wer sich in seinen Grundrechten verletzt meint, kann an den Verfassungsgerichtshof gelangen.

#### Bundespräsident

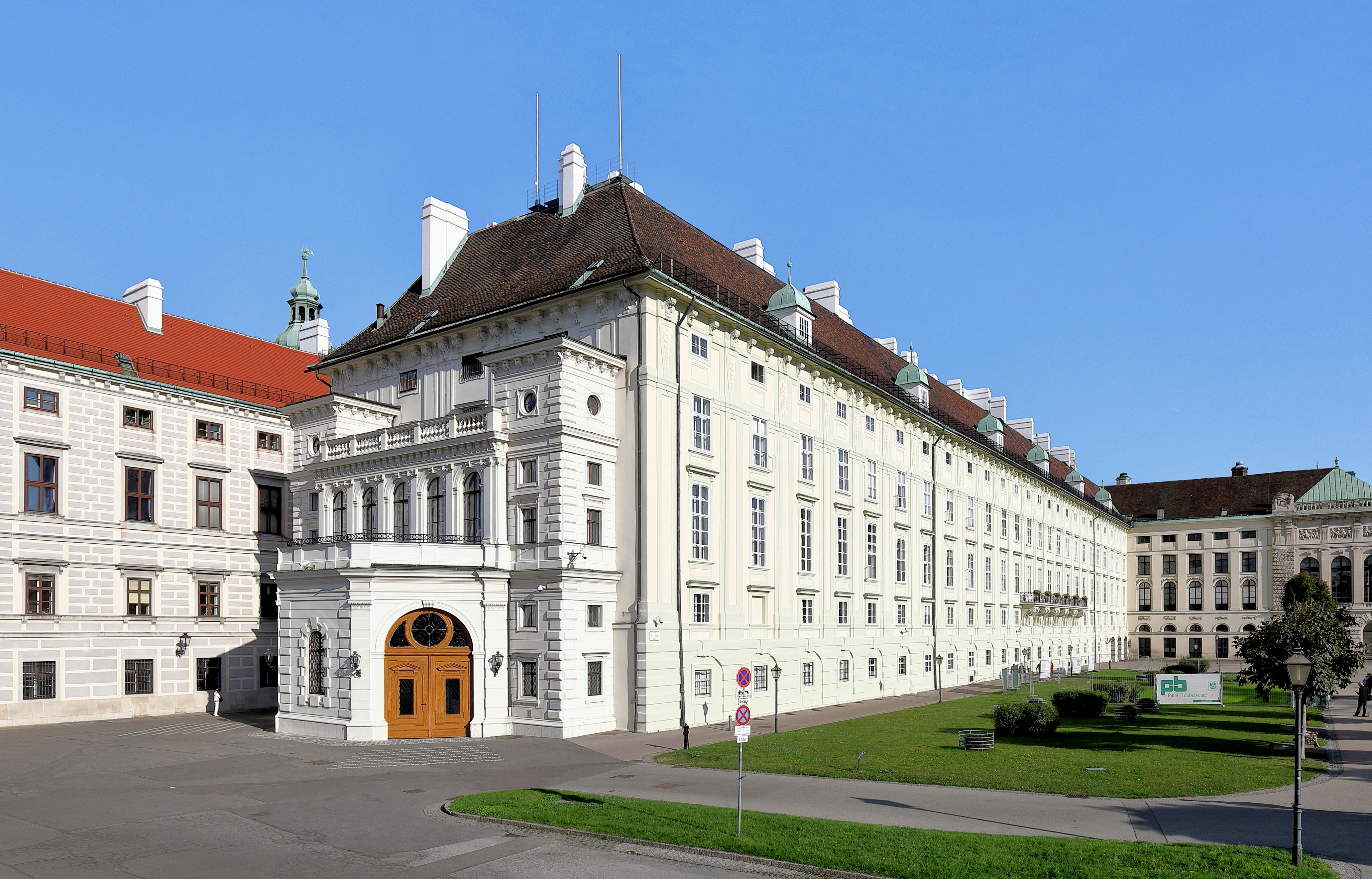
Amtssitz des Bundespräsidenten im Leopoldinischen Trakt der Wiener Hofburg

Der Bundespräsident ernennt den Bundeskanzler (und ist bei der Ernennung an keine Vorgabe gebunden) sowie auf dessen Vorschlag die Minister und Staatssekretäre und kann auf Vorschlag des Kanzlers einzelne Minister oder ohne Vorschlag die gesamte Bundesregierung entlassen. Außerdem kann er auf Antrag der Bundesregierung den Nationalrat auflösen, muss Gesetze beurkunden (strittig ist, ob ihm hierbei ein materielles Prüfungsrecht zukommt), hat den Oberbefehl über das Bundesheer, ernennt Richter, Beamte und Offiziere und vertritt die Republik Österreich nach außen. Der Bundespräsident hat also theoretisch eine starke Stellung (etwa im Vergleich zum deutschen Bundespräsidenten), in der politischen Realität konzentriert er sich jedoch meist auf die repräsentativen Aufgaben seines Amtes (Rollenverzicht). Die meisten Akte des Bundespräsidenten erfolgen auf Vorschlag der Bundesregierung; es steht ihm zu, auf einen Vorschlag nicht einzugehen, ohne dass er dies begründen müsste.
Der Bundespräsident wird alle sechs Jahre direkt vom Bundesvolk gewählt. Eine unmittelbar folgende Wiederwahl ist nur einmal zulässig. Im ursprünglichen Bundes-Verfassungsgesetz von 1920 war seine Stellung noch sehr schwach konzipiert, sein Amt wurde jedoch mit der von den Konservativen angestrebten Verfassungsreform von 1929 gestärkt. Seit dieser Novelle sollte der Bundespräsident auch vom Volk, statt wie bisher durch die Bundesversammlung, gewählt werden. Tatsächlich geschah dies erst 1951 das erste Mal.
Der Bundespräsident kann durch ein Verfahren vor dem Verfassungsgerichtshof und durch eine von der Bundesversammlung anzusetzende Volksabstimmung abgesetzt werden.

#### Bundesregierung

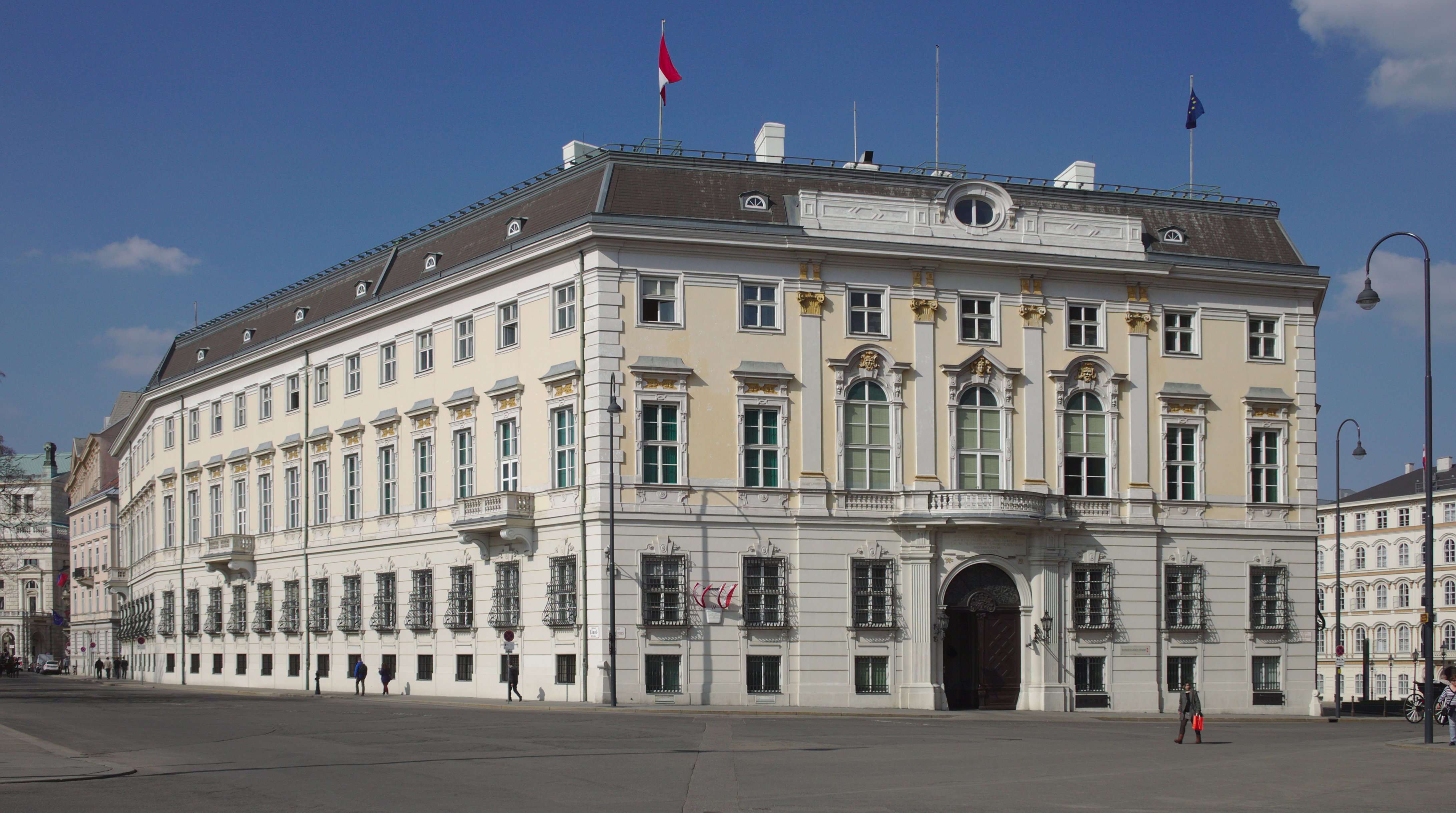
Das Bundeskanzleramt, Ort der Ministerratssitzungen

Die Bundesregierung ist wie der Bundespräsident eines der obersten Verwaltungsorgane des Bundes. Die Bundesverfassung überträgt der Bundesregierung die Verwaltung des Bundes, sofern sie nicht dem Bundespräsidenten vorbehalten ist. Als Kollegialorgan übt die Bundesregierung nur die Tätigkeiten aus, die gesetzlich nicht den einzelnen Bundesministern übertragen wurden.
Die Bundesregierung besteht aus dem Bundeskanzler und den Bundesministern. Zusätzlich werden bei der Regierungsbildung auch Staatssekretäre ernannt, die den jeweiligen Ministern untergeordnet sind. Die Staatssekretäre nehmen an den Ministerratssitzungen ohne Stimmrecht teil und gehören formal nicht zur Bundesregierung. Die wichtigste Aufgabe der Bundesregierung ist der Beschluss von Gesetzesinitiativen (sogenannten Regierungsvorlagen). Diesen müssen jeweils alle Minister zustimmen, bevor sie als Antrag an den Nationalrat weitergeleitet werden können.
Die Mitglieder der Bundesregierung werden vom Bundespräsidenten auf Vorschlag des Bundeskanzlers ernannt. Der Bundespräsident ist bei der Ernennung des Bundeskanzlers und der übrigen Mitglieder der Bundesregierung theoretisch an keine Vorgaben gebunden, muss sich jedoch in der Realität nach den Mehrheitsverhältnissen im Nationalrat richten, wenn das von ihm ernannte Kabinett Bestand haben soll. Die gesamte Bundesregierung oder einzelne Minister müssen nämlich, beschließt der Nationalrat ein Misstrauensvotum, vom Bundespräsidenten entlassen werden.

##### Bundeskanzler
Der Bundeskanzler ist der primus inter pares unter den Mitgliedern der Bundesregierung. Im Gegensatz zum deutschen Bundeskanzler besitzt er keine Richtlinienkompetenz gegenüber den Ministern. Allerdings kann er dem Bundespräsidenten jeden Minister zur Abberufung vorschlagen; deshalb ist seine Stellung in der politischen Realität stärker als die der Bundesminister. Außerdem ist er meist Vorsitzender der stärksten Parlamentspartei, was ihm zusätzliches Gewicht verleiht.

##### Bundesminister
Die Bundesminister werden vom Bundespräsidenten auf Vorschlag des Bundeskanzlers ernannt. Wie oben schon erwähnt, sind alle Mitglieder der Bundesregierung gleichberechtigt. Das Bundesministeriengesetz legt jeweils fest, welche Kompetenzen sie haben. (Bestehen angestrebte Ressorts noch nicht, können Bundesminister ohne Portefeuille ernannt werden, die später eventuell Ressorts übernehmen.) Die Bundesminister müssen nach einem Misstrauensvotum des Nationalrats vom Bundespräsidenten entlassen werden. Zur Unterstützung können ihnen Staatssekretäre beigegeben werden, die den Bundesministern gegenüber weisungsgebunden sind. In der Praxis werden in Koalitionsregierungen Bundesministern gelegentlich Staatssekretäre einer anderen Regierungspartei beigegeben, wodurch Regierungsparteien in der Alltagsarbeit einander ständig kontrollieren können.

### Judikative
In Österreich wird die gesamte ordentliche Gerichtsbarkeit vom Bund wahrgenommen. Alle solchen Gerichte sind mithin (anders als insbesondere in Deutschland und der Schweiz) Bundesgerichte. Die Oberlandes-, Landes- und Bezirksgerichte sind nur lokale Einrichtungen des Bundes.
Die Gerichtshöfe des öffentlichen Rechts (Verfassungs- und Verwaltungsrecht) wurden bis Ende 2013 ebenfalls ausschließlich vom Bund geführt. Mit 1. Jänner 2014 wurde die Verwaltungsgerichtsbarkeit um eine aus elf Gerichten bestehende Unterinstanz ergänzt, das vom jeweiligen Bundesland eingerichtete Landesverwaltungsgericht, das Bundesverwaltungsgericht bzw. das Bundesfinanzgericht. Diese neuen Gerichte ersetzen die bis 2013 gegebenen Möglichkeiten, innerhalb der Bundes- bzw. Landesverwaltung an eine höhere Verwaltungsinstanz gegen Entscheidungen zu berufen.
An allen Landesgerichten für Strafsachen sind Staatsanwaltschaften eingerichtet. Die Staatsanwaltschaften sind dem Justizminister gegenüber weisungsgebunden. Die Richter in Österreich sind unabhängig (Artikel 87 B-VG) sowie unabsetzbar und (gegen ihren Willen) unversetzbar (Artikel 88 Abs. 2).
In Österreich kann – im Gegensatz zu Deutschland – gegen Akte der ordentlichen Gerichtsbarkeit keine Verfassungsbeschwerde erhoben werden, jedoch seit 1993 eine Grundrechtsbeschwerde an den Obersten Gerichtshof.

#### Ordentliche Gerichtsbarkeit

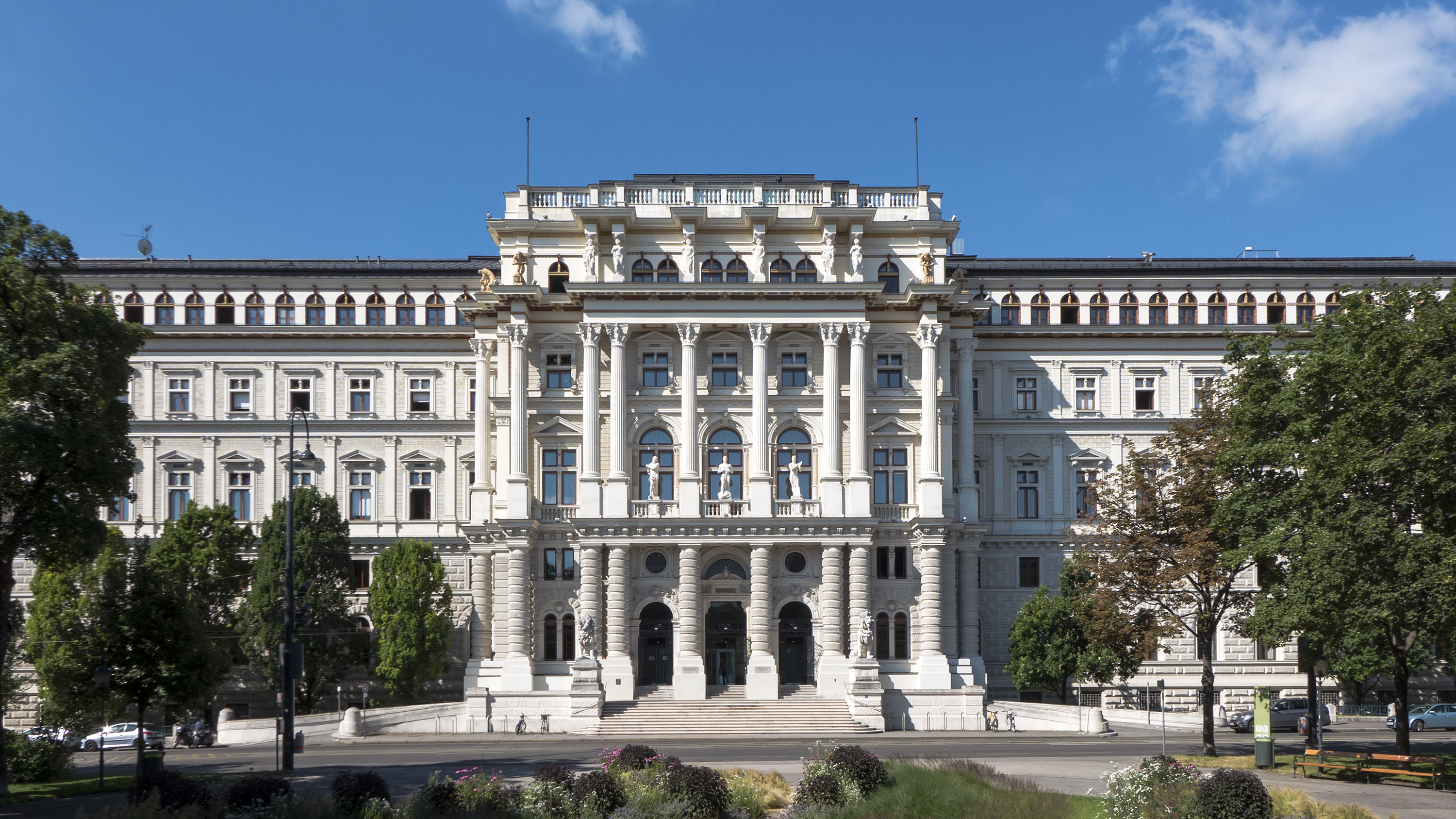
Der Oberste Gerichtshof im Justizpalast

Die ordentliche Gerichtsbarkeit wird in Österreich nur vom Bund ausgeübt. Das Gerichtssystem ist in Bezirks-, Landes- und Oberlandesgerichte unterteilt. Diese sind jedoch nur Einrichtungen des Bundes auf lokaler Ebene. Oberste Instanz in Zivil- und Strafsachen ist der Oberste Gerichtshof. Die Gerichte sind zwar in vier Stufen angeordnet, es besteht aber nur ein zwei- oder dreistufiger Instanzenzug. Gegen gerichtliche Entscheidungen sind keine Verfassungsbeschwerden möglich. Alle Gerichte können jedoch beim VfGH Gesetzes- oder Verordnungsprüfungsverfahren veranlassen, wenn sie Bedenken gegen die Verfassungsmäßigkeit solcher Vorschriften haben, die sie der konkreten Entscheidung zugrunde legen müssten.

#### Verfassungsgerichtshof (VfGH)

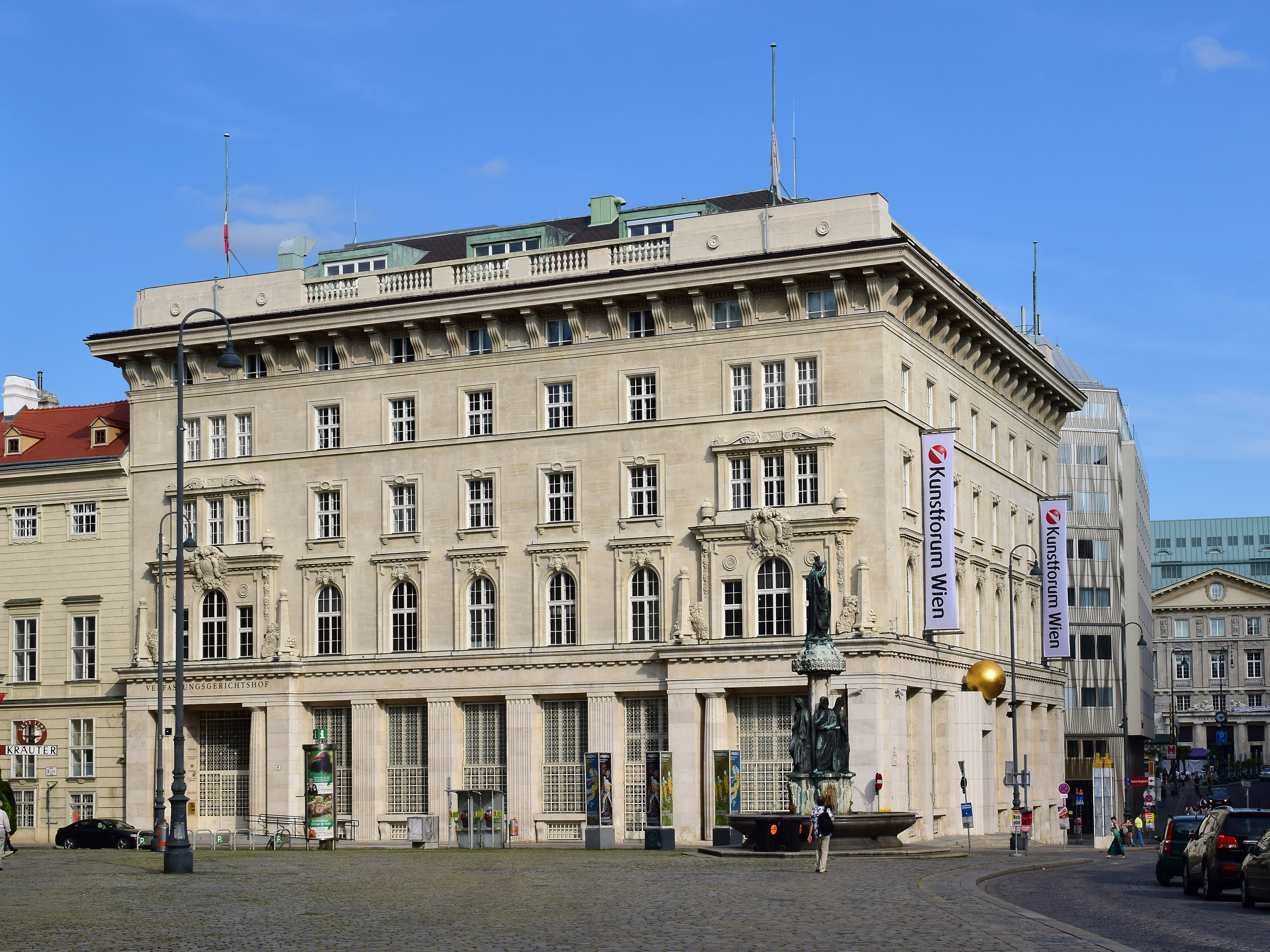
Der Sitz des Verfassungsgerichtshofs in Wien-Innere Stadt im ehemaligen Gebäude der Österr. Creditanstalt für Handel und Gewerbe

Der Verfassungsgerichtshof (abgekürzt meist VfGH) befasst sich mit der Überprüfung von Gesetzen und Bestimmungen auf deren Verfassungsmäßigkeit. Außerdem prüft er Beschwerden von Staatsbürgern, die behaupten, in ihren verfassungsgesetzlich gewährleisteten Rechten verletzt worden zu sein. Er übt auch die Staatsgerichtsbarkeit aus, auf Beschluss der Bundesversammlung kann ein Verfahren gegen den Bundespräsidenten angestrengt werden, das zu seiner Absetzung führen kann.
Die Kompetenzen des VfGH sind in der Bundesverfassung geregelt. Die Mitglieder des VfGH werden von der Bundesregierung bzw. vom Nationalrat bzw. vom Bundesrat vorgeschlagen und vom Bundespräsidenten ernannt. Um Gesetze dem Zugriff des Verfassungsgerichtshofes zu entziehen, wurden von den früheren großen Koalitionen Gesetze oft als Verfassungsgesetze beschlossen. Solche Gesetze können vom Verfassungsgerichtshof nicht aufgehoben werden, da sie ja Bestandteil der Verfassung sind, über die der Verfassungsgerichtshof wacht. Lediglich verfassungswidrig entstandene Verfassungsgesetze können vom VfGH aufgehoben werden. Dies ist etwa der Fall, wenn eine Norm gegen die Grundsätze der Verfassung verstößt. Diese kann bei Nichtdurchführung der obligatorischen Volksabstimmung für verfassungswidrig erklärt werden (siehe Gesamtänderung der Bundesverfassung).

#### Verwaltungsgerichtshof (VwGH)

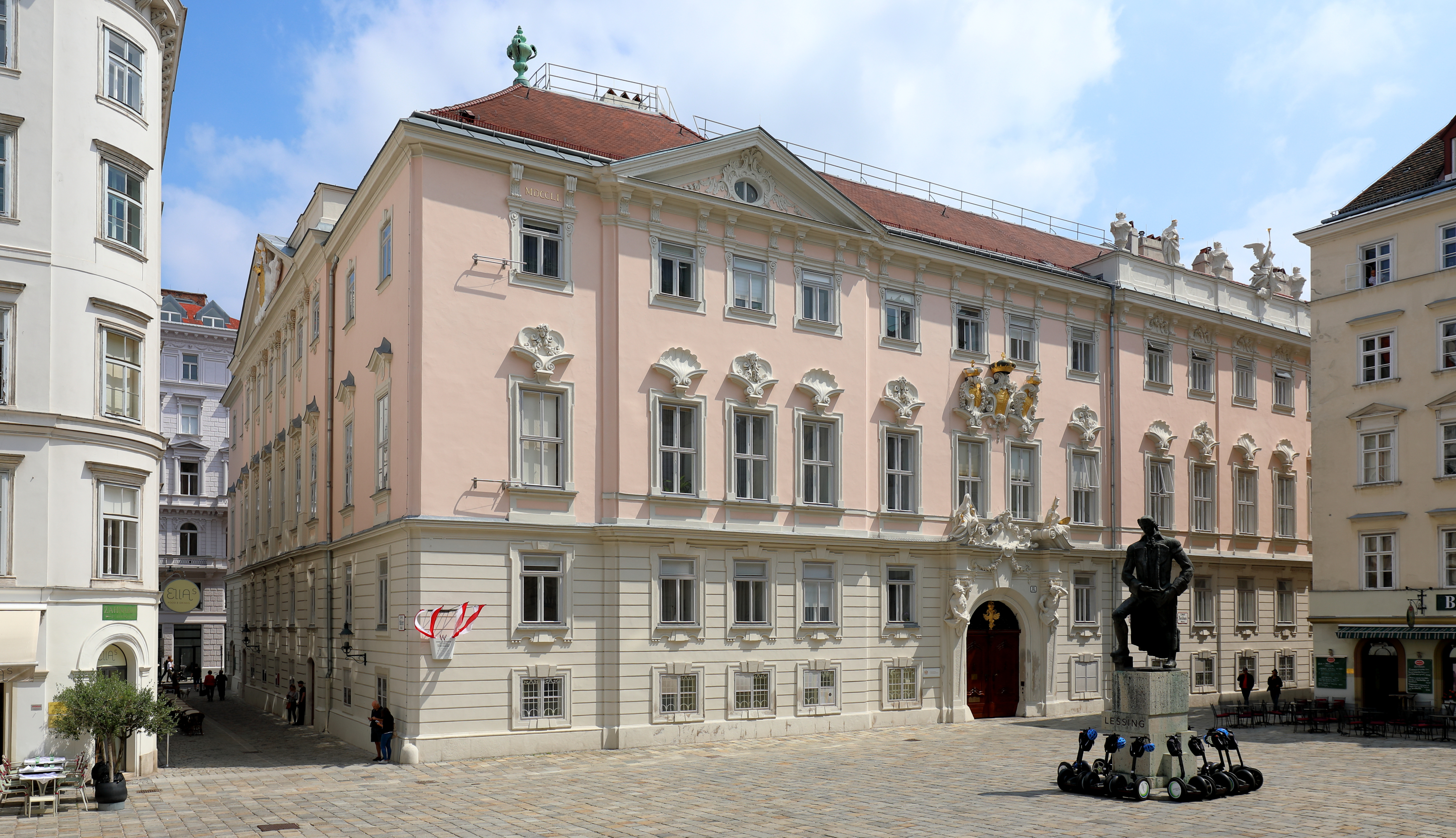
Die Böhmische Hofkanzlei in Wien, Sitz des VwGH

Der Verwaltungsgerichtshof (VwGH) ist neben dem Verfassungsgerichtshof einer der beiden Gerichtshöfe des öffentlichen Rechts und zusammen mit diesem und dem Obersten Gerichtshof eines der Höchstgerichte in Österreich. Die Richter des Verwaltungsgerichtshofes werden vom Bundespräsidenten auf Vorschlag der Bundesregierung ernannt. Die Verwaltungsgerichtsbarkeit soll die Gesetzmäßigkeit der öffentlichen Verwaltung sichern (Art. 129 B-VG). Der Verwaltungsgerichtshof überprüft Bescheide der Verwaltungsbehörden jeweils letzter Instanz auf deren Rechtmäßigkeit sowie ob eine Behörde ihrer Entscheidungspflicht nachgekommen ist. Bleibt eine Verwaltungsbehörde trotz Setzen einer Nachfrist durch den VwGH weiterhin untätig, hat der VwGH an deren Stelle zu entscheiden.
Die Überprüfung von Verwaltungsentscheidungen wurde mit 1. Jänner 2014 durch die Errichtung neuer unter dem VwGH stehenden Gerichte (neun Landesverwaltungsgerichte, Bundesverwaltungsgericht und Bundesfinanzgericht) grundlegend verändert. Wurden bis 2013 Berufungen gegen Verwaltungsbescheide des Bundes bzw. Landes an die nächsthöhere Instanz der Verwaltung gerichtet, so wird nunmehr gerichtlich Beschwerde erhoben.

## Sozialpartnerschaft
Eine Besonderheit des österreichischen politischen Systems bildet das österreichische Modell der Sozialpartnerschaft. Es ist eine Form der Entscheidungsfindung unter Einbeziehung der Interessenverbände, insbesondere von Arbeitgebern, Arbeitnehmern und Bauernschaft. Diese Sozialpartnerschaft dient vor allem zur Konsensbildung in wirtschaftlichen und sozialen Themen. Sie wird aus dem ÖGB, der Arbeiterkammer, der Wirtschaftskammer und der Präsidentenkonferenz der Landwirtschaftskammer gebildet. Die bekanntesten Aufgaben der Sozialpartnerschaft sind die Verhandlungen über die Kollektivverträge und die Löhne. Die meisten Gesetzentwürfe werden auch den Interessenvertretungen zur Begutachtung zur Verfügung gestellt, bevor die Bundesregierung sie an den Nationalrat weiterleitet.
Kritik an der Sozialpartnerschaft gibt es vor allem von jenen Parteien, die in der Sozialpartnerschaft nicht oder kaum vertreten sind. Die Interessenvertretungen werden meist mit Vertretern besetzt, die den beiden Großparteien SPÖ und ÖVP nahestehen, weshalb die Sozialpartnerschaft besonders in Zeiten großer Koalitionen an Einfluss gewinnt. Die kleineren Parteien (FPÖ, Neos, Grüne) sind deshalb meist nicht in den Interessenvertretungen repräsentiert. Die Sozialpartnerschaft wird von den Kritikern als undemokratisch bezeichnet, da sie eigentlich keine wirkliche demokratische Legitimation hat, noch durch Gesetze geregelt ist. Manche sehen in der Sozialpartnerschaft auch eine Art „Kuhhandel“. Die österreichische Sozialpartnerschaft selbst beruft sich auf das „Prinzip der Freiwilligkeit“ und sieht „das historisch gewachsene Zusammenwirken der Interessenverbände“ als „weitestgehend informell“.
Die meisten Österreicher sehen die Sozialpartnerschaft jedoch als eine positive Einrichtung.

## Direkte Demokratie
In der Bundesverfassung sind auch einige Elemente der direkten Demokratie vorgesehen. Das wichtigste Element der direkten Demokratie in Österreich ist das Volksbegehren. Mit dem Volksbegehren können Petitionen an den Nationalrat gerichtet werden. Weitere Formen der direkten Demokratie sind die Volksabstimmung und die Volksbefragung.
Volksbegehren
Ein Volksbegehren ist eine Petition des Volkes um eine bestimmte gesetzliche Regelung an den Nationalrat. Die meisten Volksbegehren enthalten bereits Gesetzesvorschläge. Um ein bundesweites Volksbegehren abzuhalten, sind Unterstützungserklärungen von einem Promille der Bevölkerung nötig. Sind genügend Unterstützungserklärungen vorhanden, liegt das Volksbegehren eine Woche lang zur Unterschrift in den Gemeindeämtern auf. Bei mehr als 100.000 Unterschriften (oder der Zustimmung von je einem Sechstel der Stimmberechtigten dreier Bundesländer) muss das Volksbegehren im Nationalrat behandelt werden. Das bedeutet aber nicht, dass der Nationalrat dem Volksbegehren auch Rechnung tragen muss.
Volksabstimmung
Eine Volksabstimmung über ein Gesetz kann jederzeit vom Nationalrat beschlossen werden. Der Ausgang einer Volksabstimmung ist bindend. Eine Volksabstimmung ist zwingend vorgesehen bei einer Gesamtänderung der Bundesverfassung (dies war etwa beim Beitritt Österreichs zur EU der Fall) und bei einer Absetzung des Bundespräsidenten. Bei allen anderen Gesetzen kann der Nationalrat freiwillig eine Volksabstimmung beschließen.
Volksbefragung
Eine Volksbefragung ist im Gegensatz zu einer Volksabstimmung unverbindlich. Das Parlament ist nicht an den Ausgang der Abstimmung gebunden. Eine Volksbefragung kann durchgeführt werden, wenn man die Haltung der österreichischen Bevölkerung zu einer bestimmten Frage wissen möchte. Da durch Meinungsumfragen die Haltung der österreichischen Bevölkerung leichter und schneller ermittelt werden kann, hat die Volksbefragung keine große Bedeutung. Bei der bisher einzigen Volksbefragung auf Bundesebene im Jänner 2013 wurden die Bürger zur Beibehaltung der Wehrpflicht befragt.

## Politisches System auf Landesebene

Politisches System auf Landesebene

Die Bundesländer sind die Gliedstaaten der Republik Österreich. Die Republik Österreich besteht aus neun Bundesländern. Ihre legislativen und exekutiven Kompetenzen sind im Bundes-Verfassungsgesetz festgelegt. Kompetenzbereiche, die darin nicht dem Bund vorbehalten wurden, werden, ohne in der Verfassung einzeln erwähnt zu sein, von den Ländern autonom verwaltet, wobei die jeweilige Landesregierung als Kollegialorgan die politische Steuerung innehat. Das Eintreiben der Steuern führt der Bund selbst durch, auch jener, deren Ertrag an die Bundesländer überwiesen wird.
Besonders wichtig sind die Bundesländer als Träger der sogenannten mittelbaren Bundesverwaltung. Es handelt sich dabei um viele Kompetenzen, die vom Bund geregelt und überwacht, aber im Auftrag des Bundes von den Bundesländern vollzogen werden. Der Landeshauptmann bzw. der von ihm beauftragte Landesrat ist dabei dem zuständigen Bundesminister für den Gesetzesvollzug direkt verantwortlich.
Über den Bundesrat nehmen die Länder formal indirekt auch an der Bundesgesetzgebung teil (direkt durch Einflussnahme auf die im jeweiligen Bundesland gewählten Nationalratsabgeordneten und aus dem Bundesland stammenden Bundesminister).
Auf Landesebene gibt es mit Ausnahme der 2014 eingeführten Landesverwaltungsgerichte keine Gerichte, da die ordentliche Gerichtsbarkeit allein dem Bund zukommt.

### Legislative: Der Landtag
Parlamente auf Ebene der Bundesländer sind die Landtage. Den Landtagen obliegt die Gesetzgebung in allen Bereichen, die nicht durch die Bundesverfassung ausdrücklich dem Bund zugeordnet wurden. (Das dem Bund gegen Landesgesetzesbeschlüsse vorbehaltene suspensive Veto wurde 2013 abgeschafft.)
Der Landtag kann auch Landesverfassungsgesetze beschließen, die jedoch im Einklang mit der Bundesverfassung stehen müssen. Gibt es im Bereich der einfachen Gesetzgebung Kompetenzstreitigkeiten zwischen Bund und Land, so ist der Verfassungsgerichtshof zur Entscheidung berufen, da Bundesrecht nicht automatisch Vorrang vor Landesrecht hat. Die Legislaturperiode beträgt in Oberösterreich sechs, in allen anderen Bundesländern fünf Jahre.

### Exekutive: Die Landesregierung
Die Landesregierung besteht aus dem Landeshauptmann, seinen Stellvertretern und den Landesräten. Die Landesregierung wird vom Landtag gewählt. Je nach Bundesland bestehen die Landesregierungen aus 7 bis 14 Mitgliedern und werden entweder, weil von der Landesverfassung in einigen Bundesländern so vorgeschrieben, als Proporzregierung, sonst als Mehrheits- oder Minderheitsregierung gebildet. Die Landesregierung nimmt die Aufgaben der Exekutive sowie Aufgaben der mittelbaren Bundesverwaltung im jeweiligen Bundesland wahr.

#### Landeshauptmann
Der Landeshauptmann ist der Vorsitzende der Landesregierung. Er wird vom Landtag gewählt und vom Bundespräsidenten angelobt. Der Landeshauptmann ist auch Träger der mittelbaren Bundesverwaltung, als solcher ist er der Bundesregierung verantwortlich. Er wird allerdings bei der Ausübung der mittelbaren Bundesverwaltung meist durch einen Landesrat vertreten. Aufgaben des Landeshauptmanns sind die Vertretung seines Landes auf nationaler und internationaler Ebene, Koordination aller Behörden bei Krisen sowie Vorsitz und Angelobung der Landesregierung.
Die Landeshauptleutekonferenz als regelmäßiges informelles Treffen der neun Landeshauptleute gilt realpolitisch als wichtigstes Werkzeug der Landesebene.

## Bezirke
Bezirke sind eine Verwaltungseinheit zwischen Gemeinde und Bundesland. Bezirksverwaltungsbehörde ist zumeist die Bezirkshauptmannschaft (BH). Die Bezirkshauptmannschaft ist eine Behörde erster Instanz. Auf der Ebene der Bezirke gibt es keine gewählten Amtsträger. Der oberste Beamte, der Bezirkshauptmann, wird von der Landesregierung ernannt. Die Bezirkshauptmannschaft hat unter anderem folgende Aufgaben: Amtsarzt, Gewerbebehörde, Gemeindeaufsicht und noch einige mehr. Mit Stand 1. Jänner 2017 gibt es 79 Bezirke.
Die Bezirkshauptmannschaft ist auch für die Sicherheitsverwaltung zuständig, sofern diese nicht in den Bereich der Landespolizeidirektion fällt.
In den 15 Statutarstädten werden die Aufgaben der Bezirkshauptmannschaft, ausgenommen die Sicherheitsverwaltung, vom Magistrat wahrgenommen. Dies gilt ebenso für die Bundeshauptstadt Wien (die auch ein Bundesland ist). In Wien bestehen darüber hinaus gewählte Bezirksvertretungen und gewählte Bezirksvorsteher. Diese sind aber dem jeweiligen Magistratischen Bezirksamt nicht vorgesetzt; es untersteht dem Magistratsdirektor.

## Gemeinden
Gemeinden sind die unterste Ebene der Gebietskörperschaften in der Gliederung der Republik Österreich. Da die Verfassung zur Gesetzgebung nur den Bund und die Länder ermächtigt sowie zur Gerichtsbarkeit ausschließlich den Bund beruft, ist alles Handeln der Gemeinden der Staatsaufgabe Verwaltung zuzuordnen.
Die Aufgaben der Gemeindeverwaltung werden in der Bundesverfassung und in Landesgesetzen (den Gemeindeordnungen) geregelt. Gemeinden sind unter anderem für die Bereiche Pflichtschulerhaltung, Raumordnung und Bauwesen zuständig. Organe der Gemeinden sind der Gemeinderat, der Gemeindevorstand und der Bürgermeister.
Der Gemeinderat ist der gewählte allgemeine Vertretungskörper des Gemeindevolkes. Auch der Bürgermeister wird direkt vom Volk gewählt, wenn das die jeweilige Landesverfassung so vorschreibt. Dies ist in allen Bundesländern außer Wien, Niederösterreich und der Steiermark der Fall, wo der Bürgermeister vom Gemeinderat gewählt wird. Der Gemeindevorstand besteht aus dem Bürgermeister, den Vizebürgermeistern und den geschäftsführenden Gemeinderäten. In Gemeinden mit Stadtrecht heißt der Gemeindevorstand Stadtrat, in Städten mit eigenem Statut Stadtsenat.
Grundsätzlich sind alle Gemeinden gleich, rechtlich besteht kein Unterschied zwischen einfachen Gemeinden, Marktgemeinden und Stadtgemeinden.
Seit 1. Jänner 2018 gibt es 2098 Gemeinden. Von diesen sind 770 Marktgemeinden und 201 Stadtgemeinden.
Besondere Rechte und Pflichten haben aber Statutarstädte und die Bundeshauptstadt Wien. Statutarstädte sind nicht nur Gemeinden, sondern auch Bezirksverwaltungsbehörde für ihr Gebiet. Ihre Verwaltungsbehörden heißen Magistrate und sind den Bezirkshauptmannschaften gleichgestellt. Die Bürgermeister von Statutarstädten nehmen als Vorstand des Magistrats auch die Aufgaben eines Bezirkshauptmanns wahr. Während der Bezirkshauptmann von der Landesregierung bestellt wird, wird in Statutarstädten der Bürgermeister und somit Leiter der Bezirksverwaltung vom Volk gewählt (je nach Landesverfassung direkt oder indirekt über den Gemeinderat).
Die Stadt Wien ist zugleich ein Bundesland, daher ist der Wiener Gemeinderat zugleich Landtag, der Wiener Stadtsenat zugleich Wiener Landesregierung und der Bürgermeister auch Landeshauptmann.

## Kritik

### Zahl der Hierarchieebenen
Wie die tabellarische Darstellung des Systems zeigt, wird Politik seit dem Beitritt zur EU 1995 auf fünf Hierarchiestufen betrieben. Kritiker sind der Meinung, dass es sich um zu viele Stufen handelt, und streben nach Vereinfachung. Manche stellen die Bundesländer als politische Ebene in Frage („Bayern hat mehr Einwohner als ganz Österreich und nur eine Regierung“) und kritisieren das dem Gesamtstaat nicht immer förderliche Verhalten der Landesfürsten, wie die Landeshauptleute in den Medien gern genannt werden. (Die Landeschefs haben, um ihren Einfluss gemeinsam auszuüben, die Landeshauptleutekonferenz geschaffen.) In diesem Zusammenhang wird von manchen die Sinnhaftigkeit der zweiten Kammer des Parlaments, des Bundesrates, in Frage gestellt. All dem steht das Argument gegenüber, dass die unteren politischen Ebenen volksnäher agieren als die oberen. Jedenfalls ist anzumerken, dass Politiker aus Selbsterhaltungstrieb zumeist zu Strukturkonservativismus neigen und grundlegenden Staatsreformen wenig abgewinnen können.

### Politikeinfluss auf Staatsbetriebe
Nach 1945 haben Bund, Länder und Gemeinden stark als Eigentümer von Unternehmen fungiert. Die sogenannte Verstaatlichte Industrie, vom Verkehrsminister verwaltet, war jahrzehntelang wichtiger Machtfaktor, bis die in rot-schwarzem Proporz gekürten Manager auf Grund der Abneigung der Politik, Strukturreformen zuzugestehen, ausländischer bzw. privater Konkurrenz nicht mehr gewachsen waren. Als Beispiel aus letzter Zeit sind Austrian Airlines zu nennen, die letztlich 2008 an die Lufthansa verschenkt werden mussten.
Über die Frage, wie Staatsbeteiligungen heute zu managen sind, gibt es regelmäßig Streit. In den Ländern und Gemeinden, wo Wechsel der führenden Partei wesentlich seltener sind als im Bund, gab es ähnliche Probleme; dies zeigte sich zum Beispiel bei der vom Burgenland 2006 verkauften Bank Burgenland, bei der lange von Kärntens Spitzenpolitik dominierten Hypo Group Alpe Adria (2009 notverstaatlicht) und beim von Wien und Niederösterreich politisch dominierten Flughafen Wien, der mit einem schlecht gemanagten Terminalprojekt ins Gerede kam.